# Iliff
Iliff è un centro abitato (town) degli Stati Uniti d'America della contea di Logan nello Stato del Colorado. La popolazione era di 266 persone al censimento del 2010.

## Storia
La città prende il nome da John Wesley Iliff, un allevatore di bestiame che possedeva un ranch nei pressi del sito della città.

## Geografia fisica
Secondo lo United States Census Bureau, ha un'area totale di 0,2 mi² (0,52 km²).

## Società

### Evoluzione demografica
Secondo il censimento del 2010, c'erano 266 persone.

### Etnie e minoranze straniere
Secondo il censimento del 2000, la composizione etnica della città era formata dal 90,14% di bianchi, lo 0,47% di asiatici, il 7,04% di altre razze, e il 2,35% di due o più etnie. Ispanici o latinos di qualunque razza erano il 12,21% della popolazione.